# 東京大空襲 (電視劇)
《東京大空襲》（日语：東京大空襲）是一部於2008年3月17日和3月18日，連續兩日在日本電視台播放的特別電視劇，於21:00 - 23:18（日本時間）播出，也是紀念電視台開局55週年紀念節目之一。另外，在前篇開播前一日的3月16日以及3月18日，皆播出事前宣傳的節目。
該年12月26日，前、後篇重新剪輯成精華後播放特別版，留下開頭、現代結尾、人物結局與空襲時情景的片段。

## 概要
關於歷史背景以及詳細，請參照東京大空襲。
- 1945年3月10日，發生東京大空襲，一夜之間造成超過十萬人死亡。故事以一位患有心臟病而無法為國出征的青年與父親過世的護士所譜出的悲情戀曲為主軸，描述戰火下人民拚命地追求生存的內容，以關於東京大空襲的小說作為基礎。
- 在真實世界裡，監修海老名香葉子的家人（祖母、雙親、哥哥2人、弟弟1人）全都於空襲中亡故，海老名當時則被疏散到靜岡而無事，而她的一位哥哥中根喜三郎是經歷者，好幾次從她的哥哥聽到有關大空襲的事情。此外，美術製作木村威夫也是經歷者之一。
- 在千葉縣富津市的廣大空地上興建場景，以微縮景觀效果、CG手法拍攝，充分表現大空襲現場的威力。
- 收視率：前篇14.4%、後篇16.3%。

## 簡介
第1夜 受難
2008年春天，一個老人在自宅裡孤獨死去。兩個刑事前來現場勘驗，發現老人手上拿著一個刻有「昭和20年 3月」的玻璃，年長的刑事才道出63年前的悲劇……
1942年4月18日，少女櫻木晴子一直以來相依為命的父親在本土初空襲中喪生，當時晴子想要衝進工廠內救出父親，卻被一位青年制止，因此怨恨在心。兩年後的秋天，晴子已成為一位護士，在服務的醫院裡與那位青年大場博人再次相遇，博人為了兩年前的事情向晴子道歉，但晴子態度未明。之後，博人被父親告知親生母親死於空襲，晴子才知道原來他們都是單親家庭，而且博人家庭有無法告人的過往。另外，晴子的前輩山田和江和朝鮮人朴順仁相戀，但是因為家人等周圍人士的反對而無法結婚。此時，一位美軍傷兵被送到醫院醫治，透露出美軍將大規模空襲。也就在不久之後的1945年3月10日深夜0時8分，空襲開始了……
第2夜 邂逅
3月10日的大空襲後城市已被破壞殆盡，衛生環境惡劣使得傳染病大流行。博人和晴子在言問橋分離後，晴子每天到言問橋，希望能遇見博人，確認彼此如所願相安無事。晴子把失去雙親的中村友子帶到工作地點救護所生活，而和江過世，順仁則接受晴子治療照顧。另一方面，博人被救出，父親的後妻水道家希望他成為繼承人。之後，兩人再次相會，但是晴子因為被暗示博人即將成為繼承人，於是違背心意說出：「每個人有他最好的人生道路」而分別。最後博人決定從軍，晴子到公會堂送行，但殘酷的命運降臨於5月25日深夜，美軍再次計畫在東京山手地區進行大轟炸，相遇的晴子與博人將會……

## 登場人物及演員

### 主要人物
戰時中
- 櫻木晴子：堀北真希
- 大場博人：藤原龍也
- 朴順仁：瑛太
- 山田和江：柴本幸
- 石川茂：岸谷五朗
- 谷村里：真矢美季
- 富田絢子：國仲涼子
- 薮下勝：田村裕（麒麟）
- 相田德三郎：宇梶剛士
- 相田敏子：京野琴美
- 水橋悦子：岸惠子
- 櫻木喜久夫：中村梅雀
- 梅澤健一：小川光樹
- 梅澤千代子：黑谷友香
- 中村嘉男：高橋喬治
- 山田和夫：泉谷茂
- 野田：森本里歐
- 中村貞子：淺野裕子
- 水橋博明：館廣
- 中村典子：長谷川愛美
- 中村友子：荒川千佳
- 加藤：寺門吉摩（鴕鳥俱樂部）
- 名取：小菜枝豆
- 梶原善
- 上野：Bengaru
- 風祭由紀
- 井上博一
- 洪進明：中村育二
- 山口：矢島健一
- 島田：田宮五郎
- 水橋志乃：中村友理
- 淺沼柯林
- 木村文乃
- 山本龍二
- 真下：佐藤二朗
- 濱田萬葉
- 上月左知子
- 福井博章
- 飯沼千惠子
- 山本哲也

現代（2008年）
- 大場博人（現在）：大瀧秀治（兼任旁白）
- 中村友子（現在）：吉行和子
- 玻璃店工廠店員：林家正藏
- 年長刑事：清水紘治
- 年輕刑事：森本亮治

## 收視率
| 集數 | 播放日期      | 關東收視率 |
| ---- | ------------- | ---------- |
| 1    | 2008年3月17日 | 14.4%      |
| 2    | 2008年3月18日 | 16.3%      |

## 歌曲
主題曲「愛する人よ」（書き下ろし）
作詞・作曲：YOSHIKI ／ 歌：秋川雅史
插入曲「Unnamed Song Performed by Violet UK」
作詞、作曲：YOSHIKI ／ 歌：Daughter

## 外部連結
- 東京大空襲 （页面存档备份，存于） （日語）